# Wiktoria Gabor
Wiktoria "Viki" Gabor (Hamburg, 10 juli 2007) is een Poolse zangeres. Ze werd in Duitsland geboren, maar groeide op in Groot-Brittannië en is Roma van etnische afkomst. Ze woont in Nowa Huta, een stadsdeel van Krakau. Haar nummers schrijft ze samen met haar oudere zus Melisa.

## Biografie
Gabor raakte bekend in eigen land door begin 2019 deel te nemen aan de Poolse versie van The Voice Kids. Ze eindigde als tweede. Later dat jaar nam ze deel aan de Poolse preselectie voor het Junior Eurovisiesongfestival 2019, dat in eigen land werd georganiseerd, in Gliwice. Met Superhero won ze de nationale finale en vervolgens ook het eigenlijke festival. Hiermee werd ze de eerste artiest ooit die in eigen land het Junior Eurovisiesongfestival wist te winnen.
- International Standard Name Identifier: 0000 0004 8374 1532
- MusicBrainz: c4b7ff03-d4ab-4334-ba4d-c802aa7819cd
- Virtual International Authority File: 928158188256320260004

2003: Dino Jelušić · 
2004: María Isabel · 
2005: Ksenia Sitnik · 
2006: The Tolmachevy Twins · 
2007: Aleksej Zjigalkovitsj · 
2008: Bzikebi · 
2009: Ralf Mackenbach · 
2010: Vladimir Arzumanian · 
2011: Candy · 
2012: Anastasija Petryk · 
2013: Gaia Cauchi · 
2014: Vincenzo Cantiello · 
2015: Destiny Chukunyere · 
2016: Mariam Mamadasjvili · 
2017: Polina Bogoesevitsj · 
2018: Roksana Węgiel · 
2019: Wiktoria Gabor · 
2020: Valentina · 
2021: Maléna · 
2022: Lissandro · 
2023: Zoé Clauzure
2003: Katarzyna Żurawik ·
2004: KWADro ·
2016: Olivia Wieczorek ·
2017: Alicja Rega ·
2018: Roksana Węgiel · 
2019: Wiktoria Gabor · 
2020: Alicja Tracz · 
2021: Sara James · 
2022: Laura Bączkiewicz · 
2023: Maja Krzyżewska